# Jolivet (Meurthe-et-Moselle)
Pour les articles homonymes, voir Jollivet et Jolivet.
Jolivet est une commune française située dans le département de Meurthe-et-Moselle, en région Grand Est.

## Géographie

### Localisation
La commune de Jolivet est un village très proche de Lunéville situé à un kilomètre et demi. Elle est située à 29 km de Baccarat et à 30 km au sud-est de Nancy.

#### Communes limitrophes
Le territoire de la commune est limitrophe de ceux de cinq communes :
| Bonviller |            | Sionviller |
| Lunéville | Jolivet    | Croismare  |
| Lunéville | Chanteheux |            |

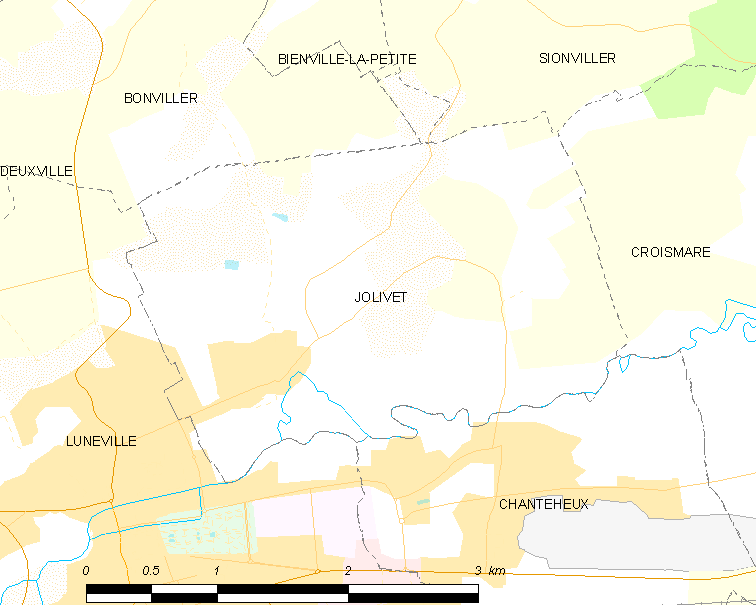
Carte de la commune.
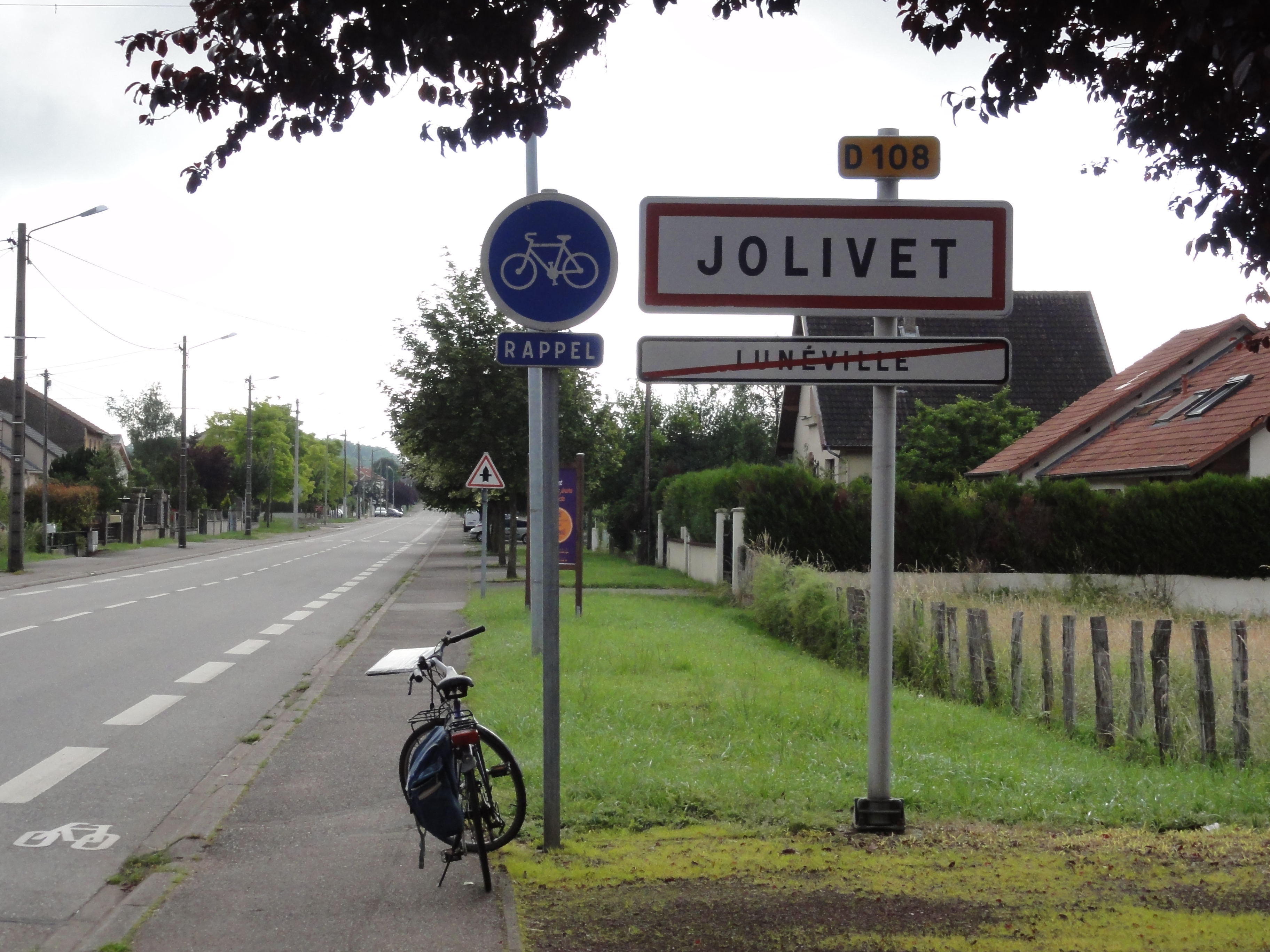
Entrée de Jolivet.

### Hydrographie
La commune est dans le bassin versant du Rhin au sein du bassin Rhin-Meuse. Elle est drainée par la Vezouze, le ruisseau de Froide Fontaine, le ruisseau de Morteau et le ruisseau des Abouts,.
La Vezouze, d'une longueur de 75 km, prend sa source dans la commune de Saint-Sauveur et se jette  dans la Meurthe à Rehainviller, après avoir traversé 24 communes. 

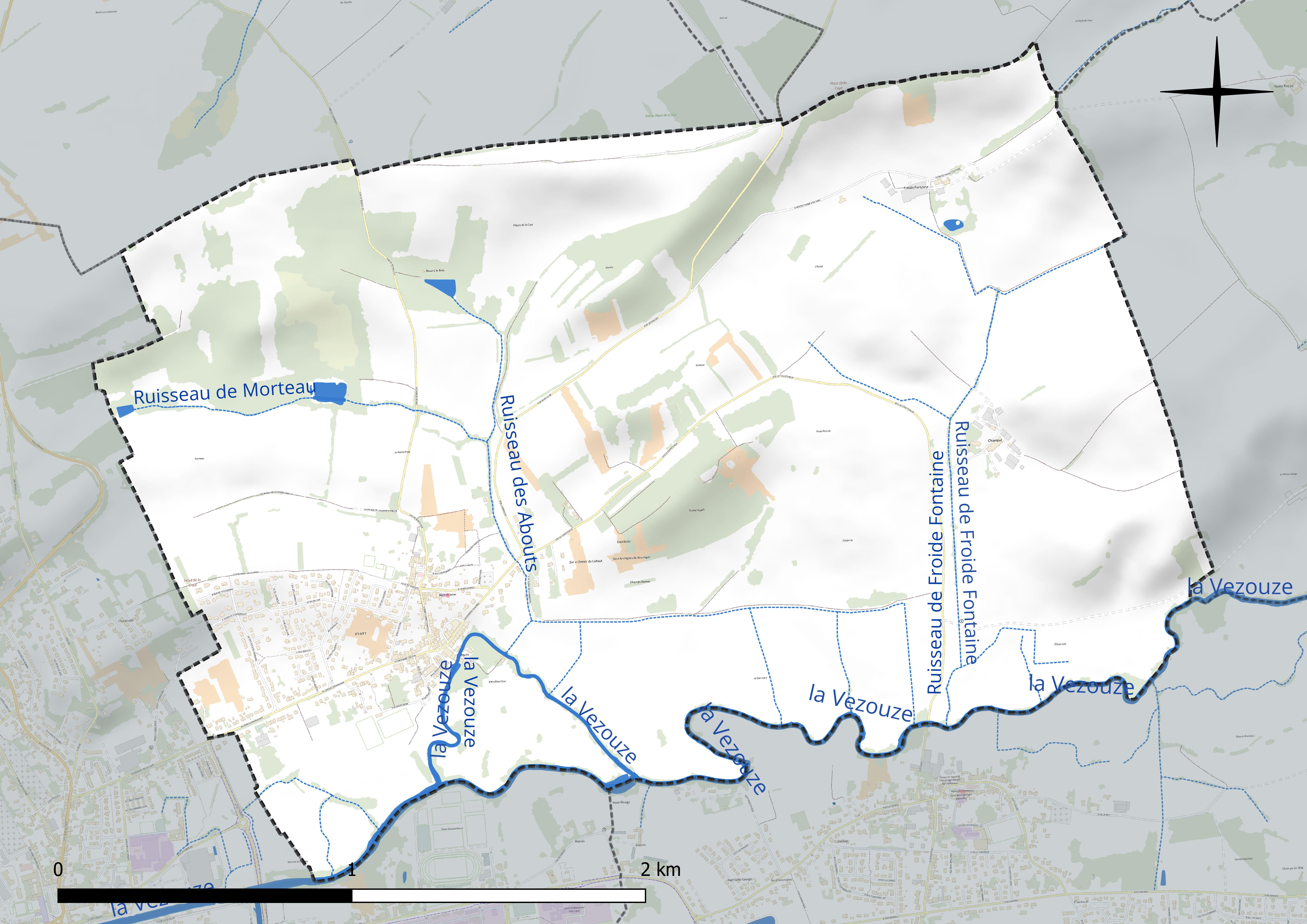
Réseau hydrographique de Jolivet.

### Climat
Pour des articles plus généraux, voir Climat du Grand Est et Climat de Meurthe-et-Moselle.
En 2010, le climat de la commune est de type climat océanique dégradé des plaines du Centre et du Nord, selon une étude du Centre national de la recherche scientifique s'appuyant sur une série de données couvrant la période 1971-2000. En 2020, Météo-France publie une typologie des climats de la France métropolitaine dans laquelle la commune est exposée à un climat semi-continental et est dans la région climatique  Lorraine, plateau de Langres, Morvan, caractérisée par un hiver rude (1,5 °C), des vents modérés et des brouillards fréquents en automne et hiver. 
Pour la période 1971-2000, la température annuelle moyenne est de 9,8 °C, avec une amplitude thermique annuelle de 17 °C. Le cumul annuel moyen de précipitations est de 804 mm, avec 12 jours de précipitations en janvier et 9,6 jours en juillet. Pour la période 1991-2020, la température moyenne annuelle observée sur la station météorologique de Météo-France la plus proche, « Nancy-Essey », sur la commune de Tomblaine à 23 km à vol d'oiseau, est de 11,0 °C et le cumul annuel moyen de précipitations est de 746,3 mm. 
La température maximale relevée sur cette station est de 40,1 °C, atteinte le 24 juillet 2019 ; la température minimale est de −24,8 °C, atteinte le 21 février 1956,,. 
Les paramètres climatiques de la commune ont été estimés pour le milieu du siècle (2041-2070) selon différents scénarios d'émission de gaz à effet de serre à partir des nouvelles projections climatiques de référence DRIAS-2020. Ils sont consultables sur un site dédié publié par Météo-France en novembre 2022.

## Urbanisme

### Typologie
Au 1er janvier 2024, Jolivet est catégorisée ceinture urbaine, selon la nouvelle grille communale de densité à sept niveaux définie par l'Insee en 2022.
Elle appartient à l'unité urbaine de Lunéville, une agglomération intra-départementale regroupant quatre  communes, dont elle est une commune de la banlieue,,. Par ailleurs la commune fait partie de l'aire d'attraction de Nancy, dont elle est une commune de la couronne,. Cette aire, qui regroupe 353 communes, est catégorisée dans les aires de 200 000 à moins de 700 000 habitants,.

### Occupation des sols
L'occupation des sols de la commune, telle qu'elle ressort de la base de données européenne d’occupation biophysique des sols Corine Land Cover (CLC), est marquée par l'importance des territoires agricoles (92,3 % en 2018), en diminution par rapport à 1990 (94,7 %). La répartition détaillée en 2018 est la suivante : prairies (48,2 %), zones agricoles hétérogènes (25,7 %), terres arables (18,5 %), zones urbanisées (7,7 %). L'évolution de l’occupation des sols de la commune et de ses infrastructures peut être observée sur les différentes représentations cartographiques du territoire : la carte de Cassini (XVIIIe siècle), la carte d'état-major (1820-1866) et les cartes ou photos aériennes de l'IGN pour la période actuelle (1950 à aujourd'hui).

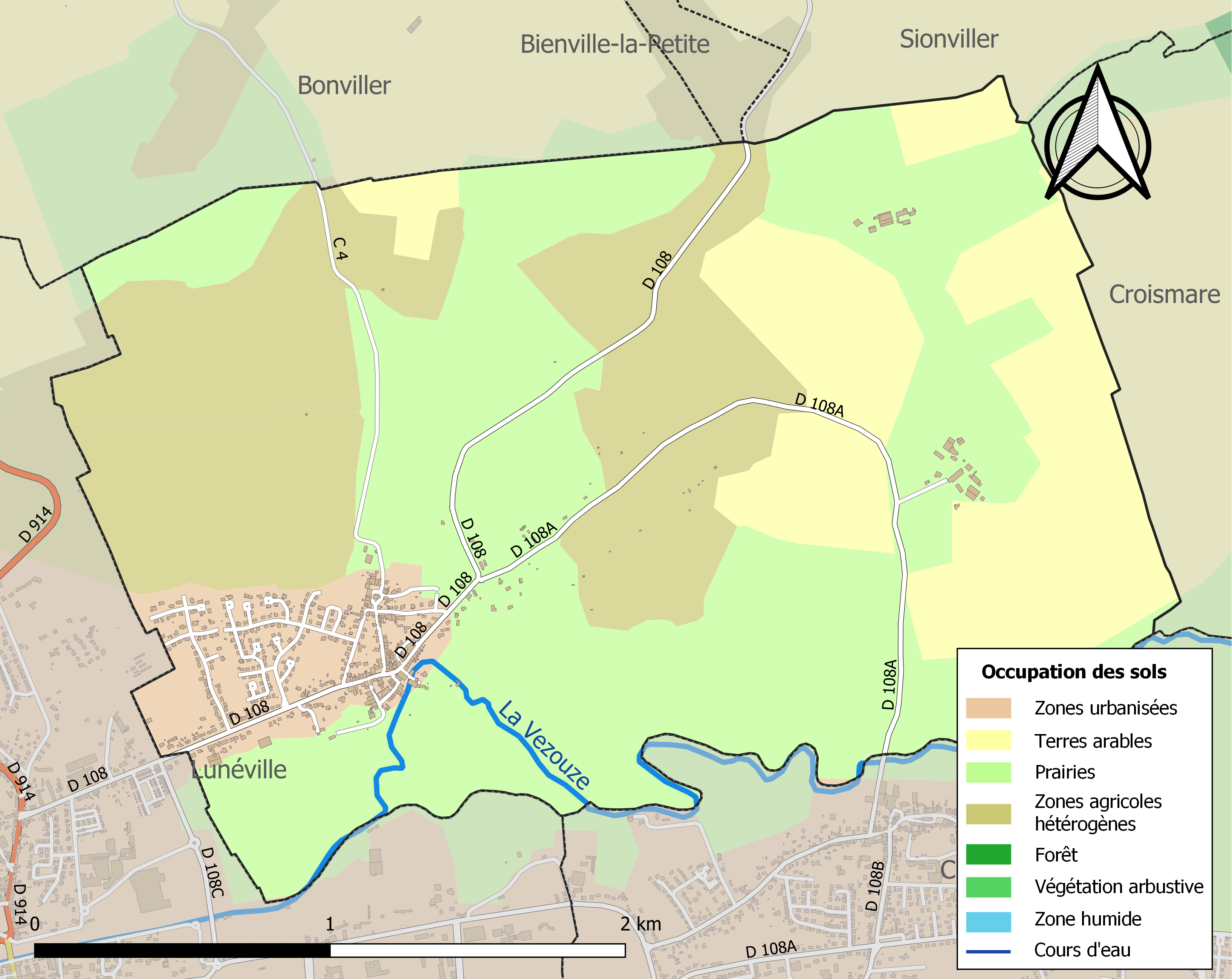
Carte des infrastructures et de l'occupation des sols de la commune en 2018 (CLC).

## Toponymie
- Anciens noms[18] : Wehiveler (1310), Houyviller (1493), Huiviller (1563), Huviller anciennement Vihuviller (1779), Jolivet (1793, nom révolutionnaire[19]), Huviller (1801).

Huviller, nom qu'on trouve encore à la Révolution, en concurrence avec le nom actuel. Ce nom, composé d'un nom de personne d'origine germanique ( Wago ou Waho selon Dauzat ) et de villare. 
Le village, appelé Huviller, a reçu au XVIIIe siècle un nouveau nom : de l'adjectif de l'oil joli, jolivet diminutif de la forme ancienne jolif  (Le sens actuel de l'adjectif joli ne date que du XVe siècle) ; ( hameau ) « gai , joyeux , agréable , assez joli ».

Le nom de « Jolivet » viendrait du nom donné par le roi-duc Stanislas Leszczyński (1677-1766) à cette petite colline, où il aimait chasser. Il disait « au mont joli, je vais », « Jolivet », expression qui serait restée pour nommer ce lieu, le nom passa au village et lui resta,. 

## Histoire
Il est fait mention de Jolivet sous le nom de Vihuviller, en 1315, dans un Mémoire de la seigneurie foncière d'Adoménil.
La cense de Champel, territoire de Jolivet, est au XIIe siècle une ferme que les bulles des papes et des chartes des évêques donnent à l'abbaye de Beaupré. Elle a successivement les noms de Granja de Campes (1147), de Campeiis (1163) ou de Campellis (1164). Les religieux restent possesseurs de la majorité des terres de la ferme jusqu'à la révolution.

Par lettre du 5 août 1495, le duc René II mande la terre et seigneurie d'Huviller devant Lunéville engagée à Ferry de Chambley. Plusieurs autres titres en 1593, 1577 et 1584 mentionnent également le village dont la seigneurie appartient, en 1725, à M. le marquis de Lambertye qui possède aussi les droits sur les métairies et censes de Champé et Froide-Fontaine. Les habitants du village déclarent, en 1758, être une “communauté très pauvre” sans revenus communaux.

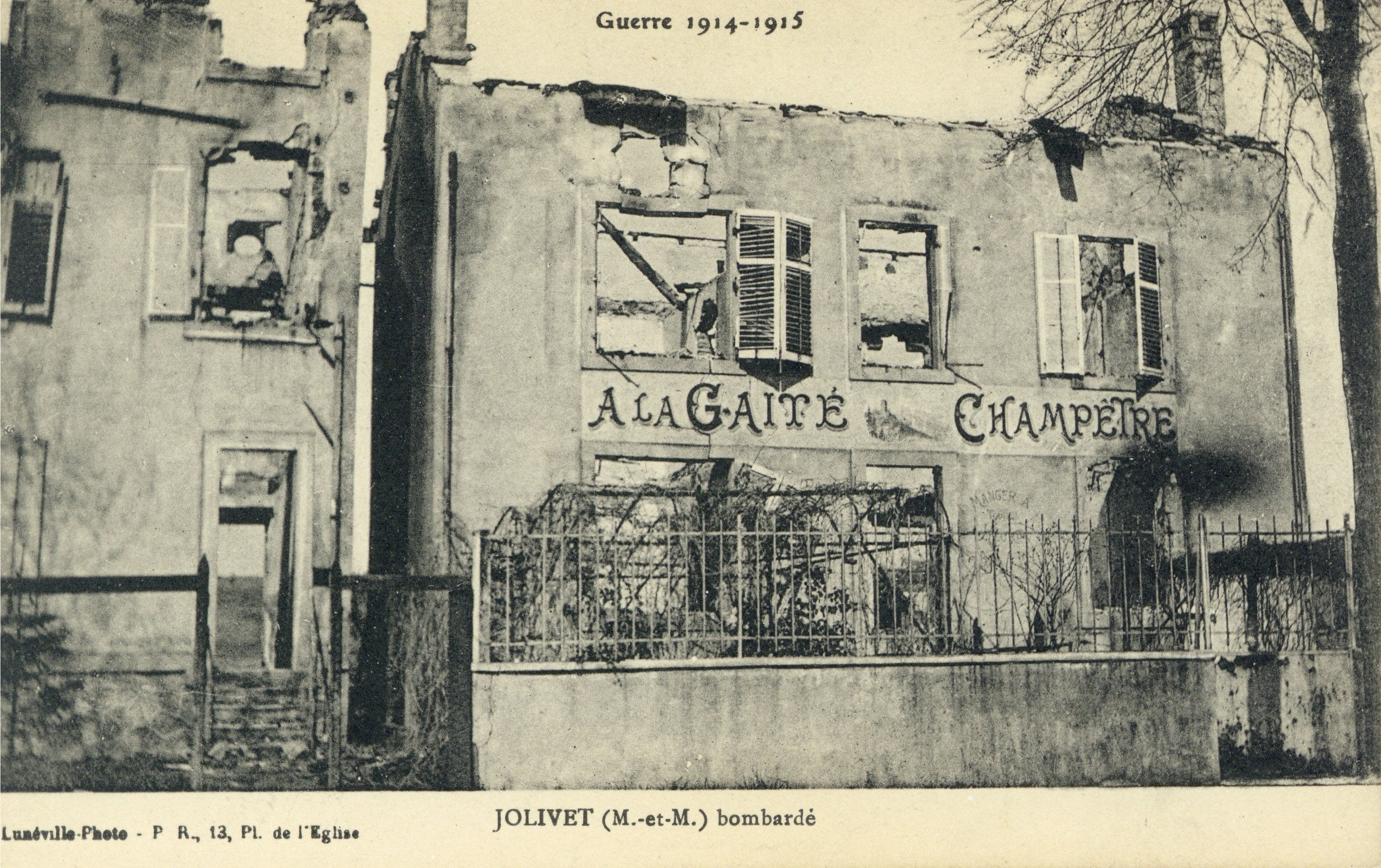
Jolivet bombardée en 1914-1915.

Avec Napoléon, Jolivet est érigée en succursale en 1802 avec Champel en annexe dès 1807.
Une ligne de chemin de fer d'intérêt local à voie métrique de Lunéville à Einville est ouverte en 1902 avec un arrêt à Jolivet-village. En 1910, l'embranchement à Jolivet avec le LBB favorise le transport de marchandises entre les Vosges et le canal de la Marne au Rhin. Le trafic de la ligne fonctionnera jusqu'en 1942.
Dès le 1er août 1914, Lunéville et ses environs subissent des combats violents et sont envahis jusqu'en septembre. Tous les villages de la ligne ainsi que Lunéville sont libérés peu de temps après mais le front se stabilise à proximité. Les bombardements causent de nombreux dégâts.

### Le télégraphe optique de Chappe

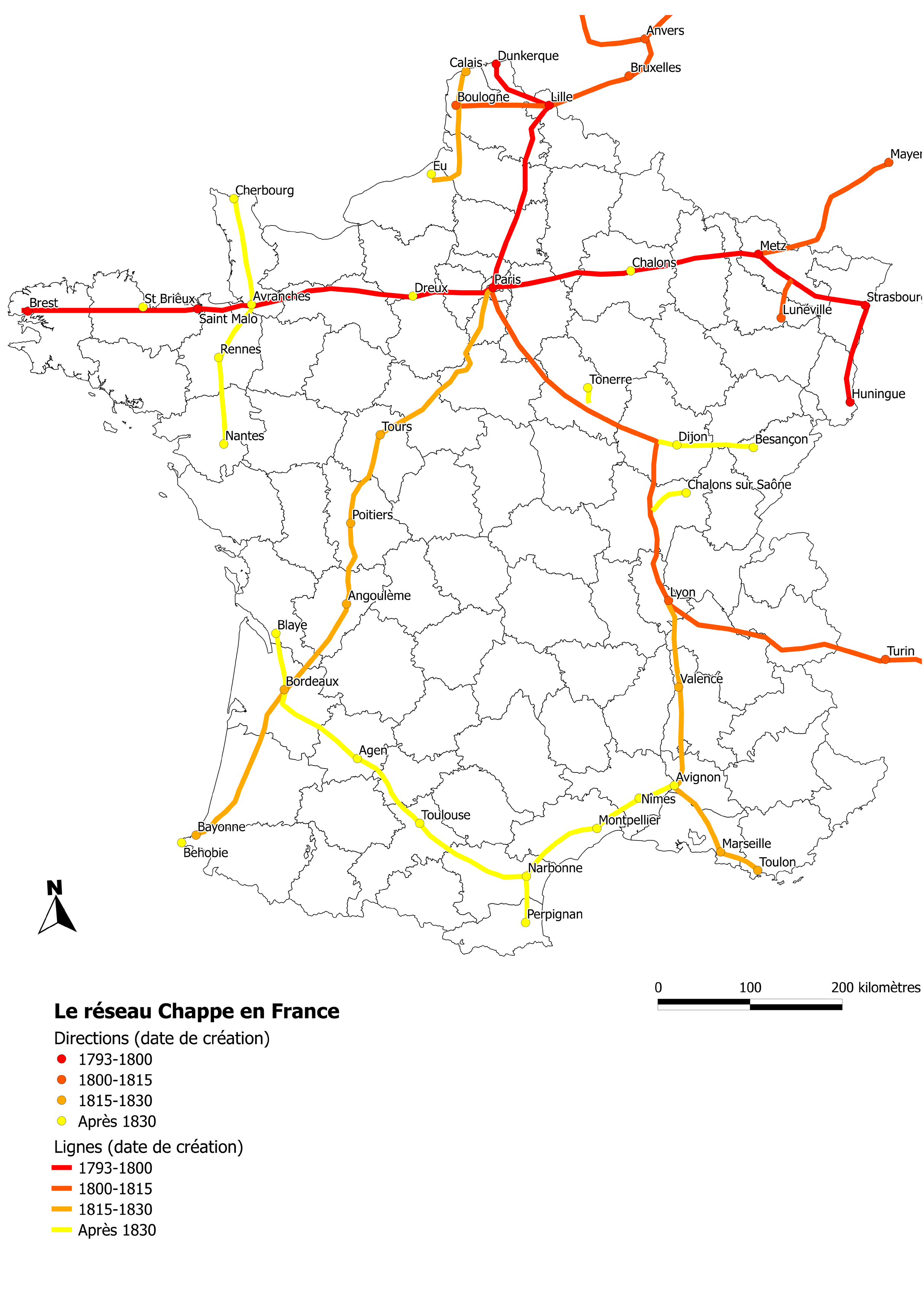
Réseau du télégraphe Chappe.

En 1799, L'Autriche et la France décident de signer un traité de paix. C'est Lunéville qui est choisi comme lieu de négociations et de signature de ce qui passera à l'histoire sous le nom de Traité de Lunéville. Le premier consul et ses collaborateurs décident d'utiliser le télégraphe de Chappe pour communiquer avec les négociateurs français. À ce moment-là, il existe une ligne télégraphique Paris-Metz-Strasbourg. Il est décidé d'y adjoindre une ramification qui partira de Vic-Sur-Seille et aboutira au «donjon» du château de Lunéville. Cette option est relativement facile à mettre en œuvre puisqu'il suffit de construire deux stations intermédiaires. L'une à Vaudrecourt, point le plus élevé de la commune d'Arracourt. Le second emplacement se trouve au sommet du territoire de Jolivet, lieu-dit Le-Haut-de-la-Coye, au dessus de la ferme champêtre de Froide-Fontaine.
Cette ramification est construite dans l'urgence. Les tours qui supportent le télégraphe sont des constructions légères en bois. Dès la signature du traité, ce tronçon de ligne n'est plus exploité ni surveillé. Les pilleurs se chargent de « nettoyer » le terrain. Sans doute par vandalisme, la tour du Haut-de-la-Coye est incendiée le 20 octobre 1801. Il ne reste donc plus rien de cet éphémère moyen de communication.

## Politique et administration

### Liste des maires
| Période                                  | Période                      | Identité                                     | Étiquette | Qualité      |
| ---------------------------------------- | ---------------------------- | -------------------------------------------- | --------- | ------------ |
| Les données manquantes sont à compléter. |                              |                                              |           |              |
| mars 2001                                | mars 2014                    | Michel Sugg                                  | PS        |              |
| avril 2014                               | En cours (au 3 juillet 2020) | Serge Descle, Réélu pour le mandat 2020-2026 |           | Ancien cadre |

### Politique environnementale
- Jolivet a été récompensée par une fleur au palmarès 2007 du concours des villes et villages fleuris[31]

## Population et société

### Démographie
L'évolution du nombre d'habitants est connue à travers les recensements de la population effectués dans la commune depuis 1793. Pour les communes de moins de 10 000 habitants, une enquête de recensement portant sur toute la population est réalisée tous les cinq ans, les populations de référence des années intermédiaires étant quant à elles estimées par interpolation ou extrapolation. Pour la commune, le premier recensement exhaustif entrant dans le cadre du nouveau dispositif a été réalisé en 2006.

En 2022, la commune comptait 889 habitants, en évolution de −1,77 % par rapport à 2016 (Meurthe-et-Moselle : −0,13 %, France hors Mayotte : +2,11 %).
| 1793 | 1800 | 1806 | 1821 | 1831 | 1836 | 1841 | 1846 | 1851 |
| ---- | ---- | ---- | ---- | ---- | ---- | ---- | ---- | ---- |
| 346  | 297  | 371  | 438  | 488  | 534  | 530  | 557  | 556  |

| 1856 | 1861 | 1872 | 1876 | 1881 | 1886 | 1891 | 1896 | 1901 |
| ---- | ---- | ---- | ---- | ---- | ---- | ---- | ---- | ---- |
| 498  | 502  | 461  | 445  | 455  | 471  | 487  | 480  | 466  |

| 1906 | 1911 | 1921 | 1926 | 1931 | 1936 | 1946 | 1954 | 1962 |
| ---- | ---- | ---- | ---- | ---- | ---- | ---- | ---- | ---- |
| 478  | 484  | 480  | 458  | 471  | 472  | 386  | 416  | 415  |

| 1968 | 1975 | 1982 | 1990 | 1999 | 2006 | 2011 | 2016 | 2021 |
| ---- | ---- | ---- | ---- | ---- | ---- | ---- | ---- | ---- |
| 412  | 415  | 845  | 834  | 836  | 776  | 897  | 905  | 891  |

| 2022 | - | - | - | - | - | - | - | - |
| ---- | - | - | - | - | - | - | - | - |
| 889  | - | - | - | - | - | - | - | - |

## Économie
Autrefois l'activité principale de Jolivet était l'agriculture. Il reste toujours des exploitations agricoles.
D'après la monographie communale de 1888, compte-tenu des deux grosses fermes, les prairies naturelles donnent du fourrage de qualité sur 143 ha et les prairies artificielles donnent du trèfle, du sainfoin et de la luzerne. Un ancien moulin, construit en 1480, est destiné au grain, au chanvre, au tan, la scierie et l'huile.
En 2020, l'Insee compte pour Jolivet environ trente-cinq établissements essentiellement dans le commerce de gros et de détail, de construction, d'activités spécialisées, l'élevage et la production animale, l'activité immobilière et divers travaux et services,.

## Culture locale et patrimoine

### Lieux et monuments
- Église de l'Assomption du XVe siècle, remaniée aux XVIIIe et XIXe siècle ; chevet du XVe siècle daté 1464.
- Château reconstruit sur l'ancien d'Huviller en 1719 par le marquis de Lambertye, acquis et embelli en 1740 par Stanislas Leszczyński ; inoccupé depuis longtemps, il fut détruit totalement en 1808. La porte Stanislas en est un souvenir[37].
- Anciennes fermes de Champel[38] et de Froide Fontaine[39] devenues GAEC.
- Monument aux morts tous conflits en ville.
- Une croix, monument aux morts 1914-1918, au cimetière.
- Au cimetière, la tombe d'un soldat mort pour la France, 1918.
- Croix de chemin (croix de Mission) de 1868.

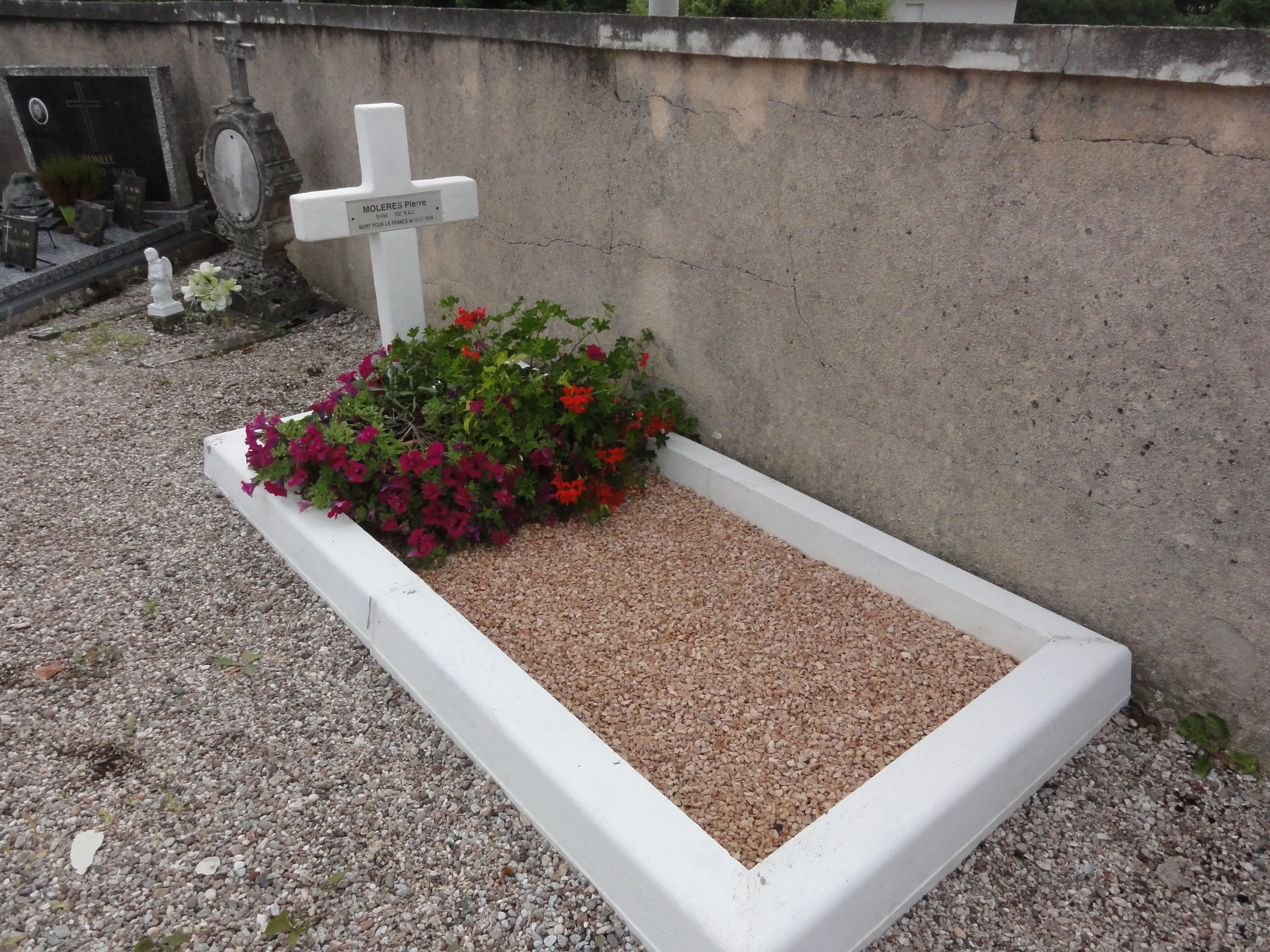
Tombe militaire 1918.
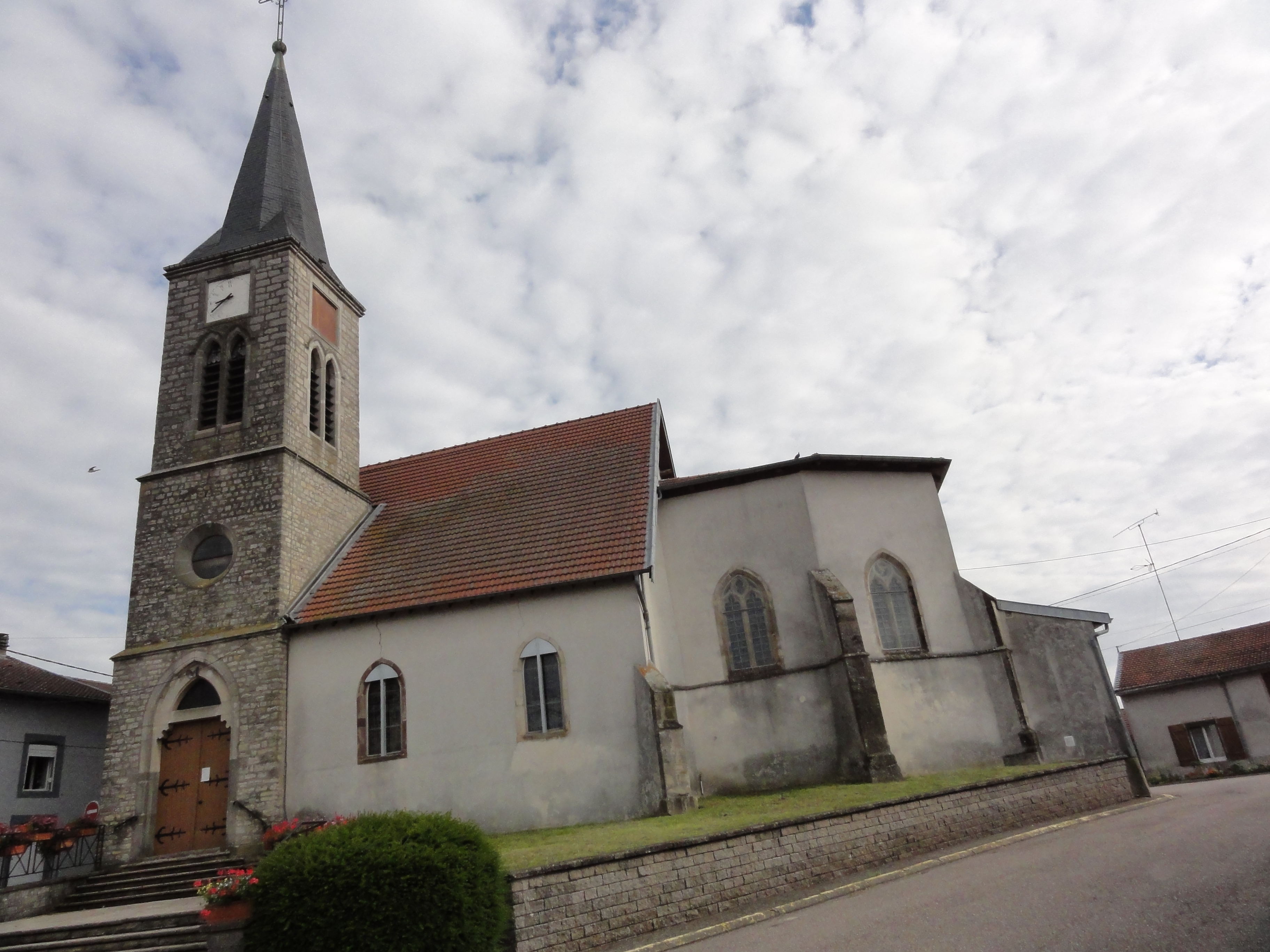
Église de l'Assomption.
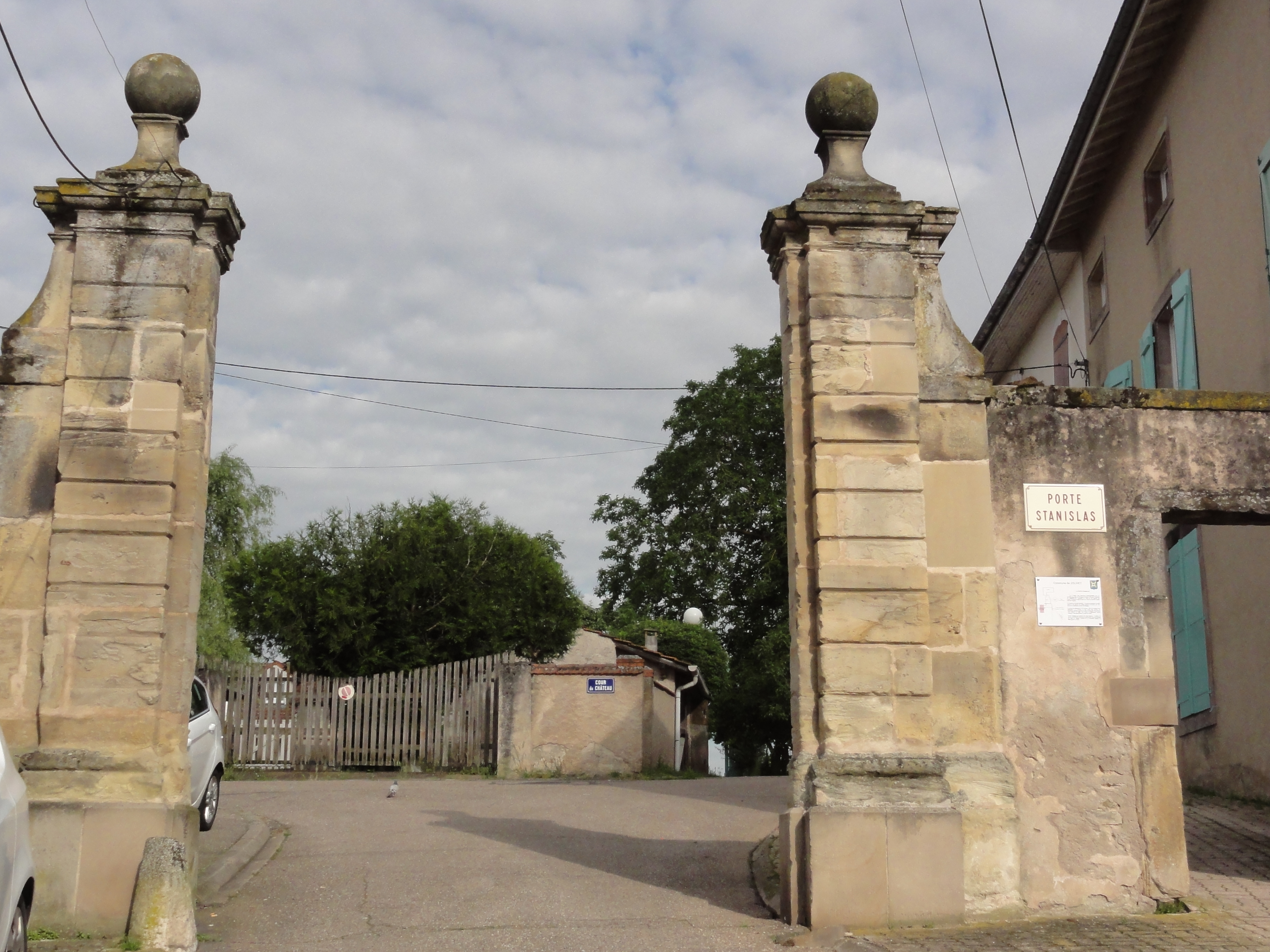
La porte Stanislas.
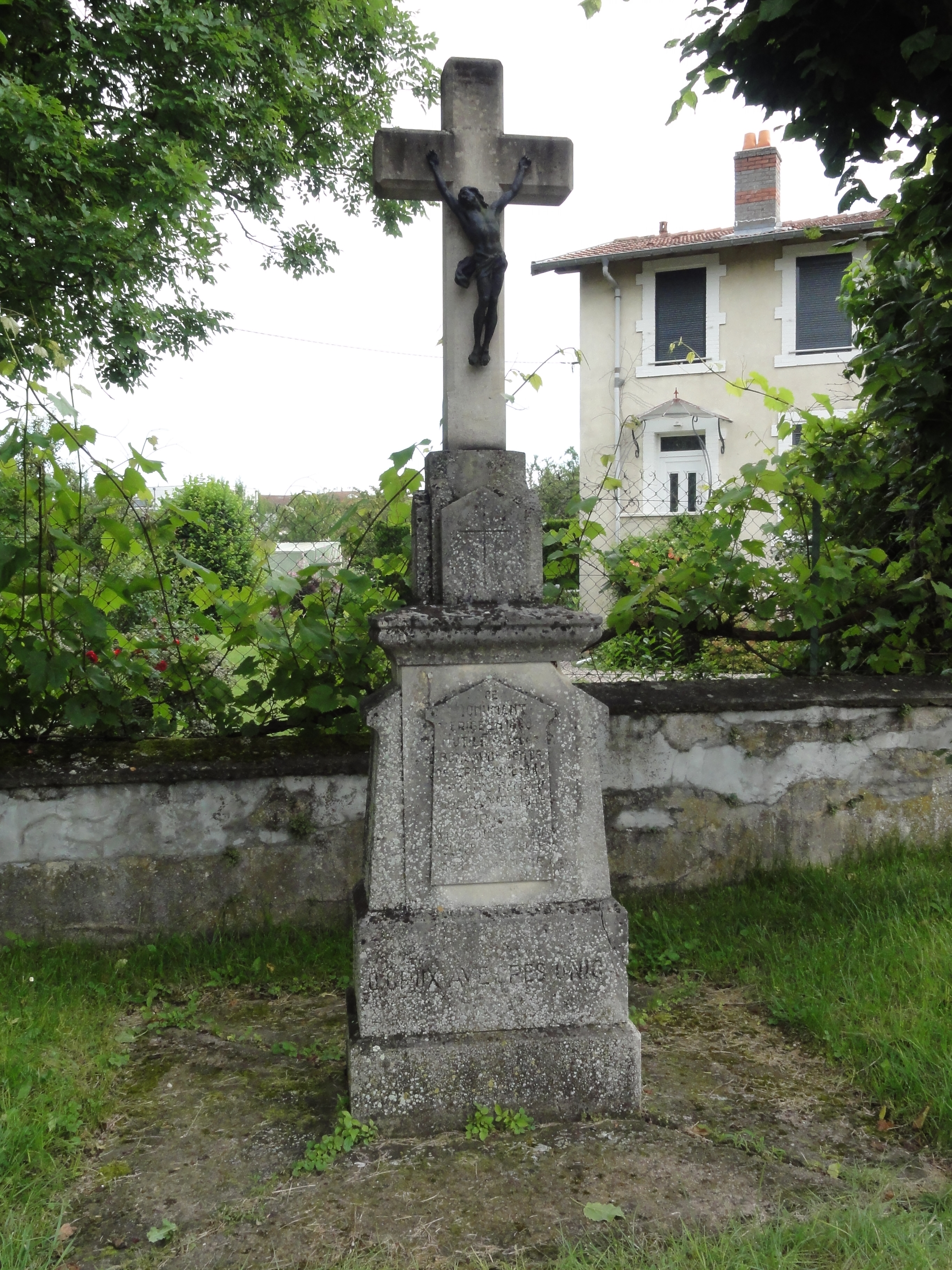
Croix de chemin 1868.
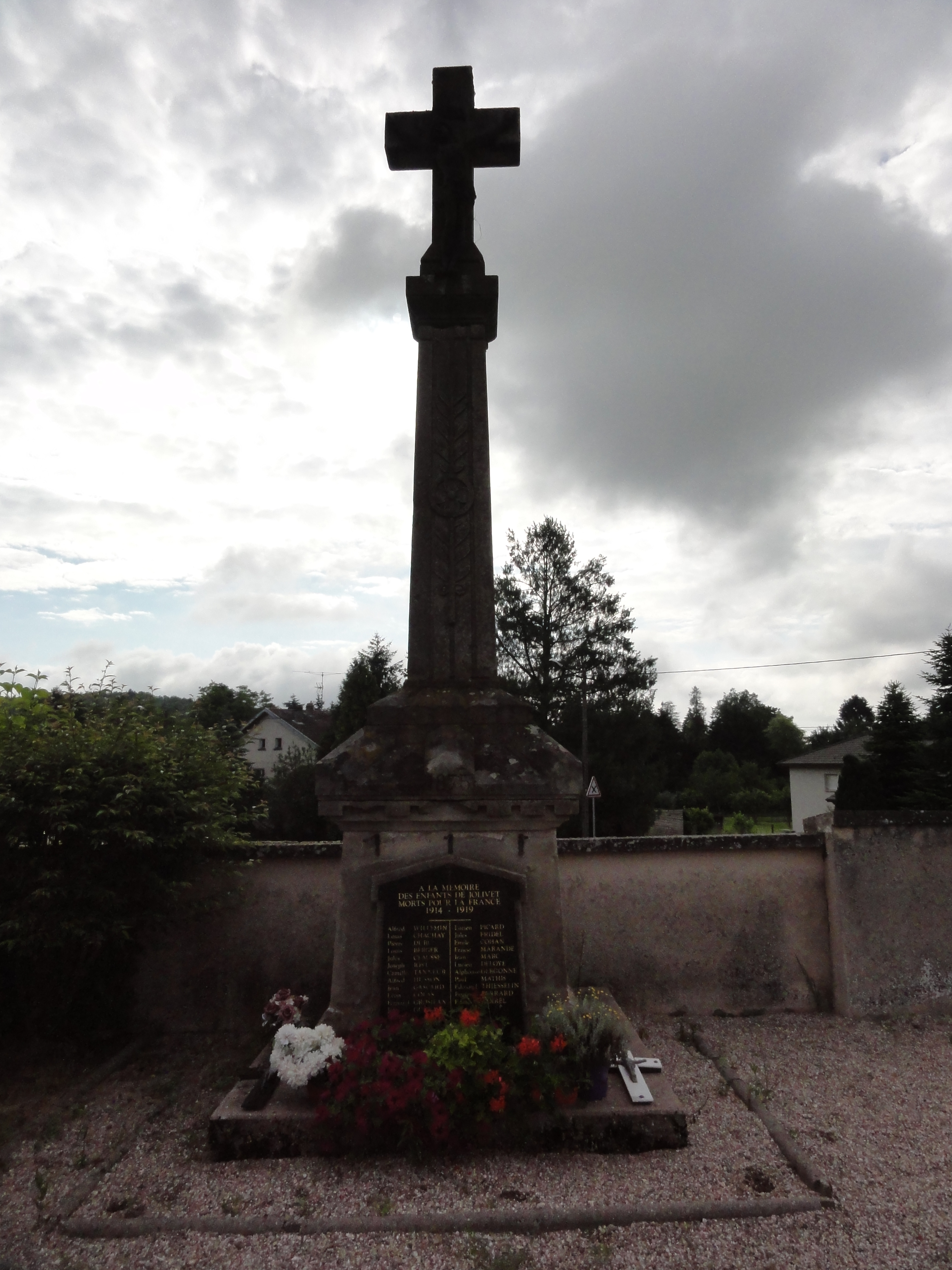
Monument aux morts 1914-1918 au cimetière.

### Héraldique, logotype et devise
| Blason de Jolivet | Blason  | D'azur à deux lions affrontés d'or; sur le tout, d'argent au rencontre de buffle de sable accorné et bouclé d'or. |
| Blason de Jolivet | Détails | Le statut officiel du blason reste à déterminer.                                                                  |